# المجلة البريطانية للسرطان
المجلة البريطانية للسرطان (اختصارًا BJC) هي مجلة طبية مُحكمة، تصدر مرتين شهريًا وتنشر أبحاثًا تُساهم في فهم أسباب السرطان وتحسين علاجه وزيادة فرص شفاء المرضى.

## العناوين
تُنشر الأبحاث الكاملة في المجلة البريطانية للسرطان تحت ستة عناوين رئيسية:
- التجارب السريرية
- العلاجات المنقولة
- التشخيص الجزيئي
- علم الوراثة والجينوم
- الأحياء الخلوية والجزيئية
- علم الأوبئة

## التاريخ
تأسست المجلة البريطانية للسرطان عام 1947 على يد حملة الإمبراطورية البريطانية لمكافحة السرطان، التي أُعيدت تسميتها لاحقًا بحملة بحوث السرطان؛ وهي إحدى الجمعيات الخيرية التي اندمجت لتشكيل منظمة أبحاث السرطان في المملكة المتحدة [الإنجليزية].
عام 1980، بدأت الحملة في التعاون مع دار نشر "Nature"، مع احتفاظها بملكية المجلة والإشراف التحريري. في عام 2021، وبعد انخفاض دخلها الخيري بسبب جائحة كورونا، باعت منظمة بحوث السرطان في المملكة المتحدة المجلة إلى "Springer Nature".